# Mity klimatyczne
Mity klimatyczne – ogólne określenie argumentów formułowanych przez osoby będące w opozycji do aktualnego stanu wiedzy naukowej w zakresie klimatologii. Określenie mity klimatyczne zostało rozpowszechnione przez serwis Skeptical Science, w którym John Cook utworzył bazę mitów klimatycznych wraz z naukowym odniesieniem się do nich i pokazaniem błędów. Podstawową charakterystyką mitów klimatycznych jest ich chwytliwość, łatwość zapamiętania, brak potrzeby posiadania dogłębnej wiedzy naukowej, by mit powtarzać oraz często występujące błędy logiczno-językowe. Przykładem takiego mitu jest popularne wśród laików stwierdzenie, że „klimat zmieniał się zawsze, więc obecne zmiany nie mogą być spowodowane przez człowieka”. Stwierdzenie to zawiera dość oczywisty błąd logiczny, jednak jest ono na tyle proste, że jest jednym z najczęściej powtarzanych mitów klimatycznych.

## Charakterystyka mitów klimatycznych
Mity klimatyczne charakteryzują pewne wspólne cechy (nie muszą występować wszystkie razem):
- są proste i łatwe do zapamiętania (zapadają w pamięć). Używają zwykle także nieskomplikowanego języka;
- odnoszą się do powszechnych doświadczeń i ogólnej wiedzy;
- są krótkie;
- łatwo je powtarzać;
- wpasowują się w nasze dotychczasowe poglądy i pomagają się w nich utwierdzać;
- zawierają dużo ukrytych założeń, których osoba powtarzająca nie musi być świadoma;
- odnoszą się do emocji;
- dają proste wyjaśnienia skomplikowanych zjawisk.

## Klasyfikacja mitów klimatycznych
Mity klimatyczne można poklasyfikować wg różnych kategorii. Autorzy książki Nauka o klimacie dokonali następującej klasyfikacji:

### Fałszywi eksperci
Podstawowym mitem wymienianym w tej kategorii jest stwierdzenie, jakoby nie było zgodności środowiska naukowego w kwestii antropogeniczności globalnego ocieplenia. Powstały liczne prace weryfikujące poglądy na globalne ocieplenie, formułowane w publikacjach naukowych, polegające na przeglądaniu prac naukowych zgodnie z przyjętą uprzednio metodą i klasyfikowanie. Badania te wskazują, że konsensus naukowy w zależności o sposobu formułowania warunków wynosi od 90% do 100% (Oreskes 2004 (100%), Doran 2009 (97%), Anderegg 2010 (97%), Verheggen 2014 (90%), Stenhouse 2014 (93%), Carlton 2015 (97%), Cook 2013 (97%)). Mit ten jest formułowany poprzez tworzenie różnego rodzaju list osób, które nie zgadzają się ze stanowiskiem nauki. Najbardziej popularnym przykładem takiej listy jest Petycja Oregońska.

### Zniekształcanie i nadmierne upraszczanie oraz pochopne wnioski
Ten rodzaj mitów jest oparty na podawaniu zmodyfikowanych informacji i/lub opiera się na błędnym wnioskowaniu (np. podawanie argumentów, które nie mają związku z tezą; przechodzenie do konkluzji bez argumentów; argumenty odwołujące się do emocji; obalanie tez, które nie zostały sformułowane). Najczęściej występującym mitem w tej kategorii jest stwierdzenie, że „klimat zmieniał się w przeszłości”. Stwierdzenie to w oczywisty sposób nie ma żadnego związku z obecnym globalnym ociepleniem. Fakt, że zjawiska w przeszłości przebiegały w jakiś sposób nie oznacza, że dzisiaj przebiegają tak samo. Ażeby taki argument był właściwy należałoby wskazać naturalne zmiany w przeszłości oraz ich przyczyny i udowodnić, że obecne zmiany mają dokładnie taką samą naturę i przebiegają w taki sam sposób. Jest to typowy błąd wnioskowania logicznego. Innym błędem, który występuje w tym micie jest przeinaczenie. W przeszłości Ziemi były raptowne zmiany klimatu, spowodowane były ogromnymi emisjami dwutlenku węgla a ich skutkiem było masowe wymieranie (np. szacuje się, że Paleoceńsko-eoceńskie maksimum termiczne, które skutkowało masowym wymieraniem trwało ok. 200 000 lat, przy czym wulkaniczne emisje dwutlenku węgla trwały mniej niż 20 000 lat a temperatura podniosła się o 5–8 °K).

### Wybieranie wisienek
Ta kategoria mitów opiera się na wybieraniu tylko tych danych pomiarowych, które zgadzają się z głoszoną tezą. Przykładem takiego mitu jest „globalne ocieplenie skończyło się w 1998 r.”. Ze względu na to, że na powolny trend globalnego ocieplenia nałożone są fluktuacje związane z naturalnymi wahaniami (np. wybuchy wulkanów i El Nino/La Niña) oraz te fluktuacje w krótkim okresie dominują, to zawsze można wybrać takie niezbyt odległe daty (początkową i końcową) pomiarów temperatur, dla których trend nie będzie rosnący. Do tego różne pomiary (np. pomiary temperatur w różnych warstwach atmosfery) wykazują inną czułość na bieżące fluktuacje (przykładowo temperatura dolnej troposfery jest bardziej czuła na zjawisko El Nino/La Niña niż temperatura 2 m nad Ziemią). Z serii mierzących temperatury przez satelity wybierane są te, które potwierdzają tezę o zatrzymaniu ocieplenia, pomija się na wykresach błędy związane z metodą pomiaru (satelity nie mierzą bezpośrednio temperatury tylko mierzą promieniowanie podczerwone z całej atmosfery i poprzez skomplikowane modele numeryczne otrzymuje się przybliżenie temperatury jednej warstwy).

### Fałszywa dychotomia
Przedstawianie dwóch skrajnych opcji, jako jedyne możliwości do wyboru. W rzeczywistości istnieje znacznie więcej możliwości poza dwoma przedstawianymi w micie. Przykład mitu: skoro paliwa kopalne zasilają naszą cywilizację to albo będziemy je spalać, albo wrócimy do jaskiń.

### Nierealistyczne kryteria
Mity z tej kategorii wykorzystują fakt, że badania naukowe zawsze są obarczone pewnym stopniem niepewności. Jest to podstawowa cecha nauk ścisłych, dlatego oczekiwanie stuprocentowej pewności nigdy nie będzie możliwe do spełnienia. Jednym z najpopularniejszych mitów z tej kategorii jest stwierdzenie, że „modele klimatyczne są niewiarygodne”. Mit ten wykorzystuje fakt, że modele klimatyczne, jak każdy model a naukach ścisłych zawsze będą zawierały niepewności, których nigdy nie da się wyjaśnić. Tym niemniej ogólne przewidywania modeli oraz jakościowe wyniki nie zmienią się nawet, gdyby te niepewności usunąć.

### Teorie spiskowe
Przykładem teorii spiskowej jest Climategate, gdzie wyrwane z kontekstu dyskusje naukowców dotyczące szczegółów prac naukowych zostały przedstawione jako spisek naukowców. Celem tego mitu jest budowanie obrazu świata nauki jako grupy osób, która w ukryciu przed światem dokonuje manipulacji danych. Tymczasem żadne z przeprowadzonych później śledztw nie wykryło nieprawidłowości, w wyniku samej afery nie został z publikacji wycofany żaden artykuł naukowy.

## Podejście do obalania mitów
Obalanie mitów natrafia na wiele trudności wśród których można wymienić następujące
:
- mit jest zwykle prosty i łatwy do zapamiętania, jego wyjaśnienie jest skomplikowane i często wymaga wiedzy eksperckiej;
- mit jest zwykle potwierdzeniem poglądów osoby je wyrażającej, dlatego obalenie mitu powoduje powstanie dziury poznawczej;
- wyjaśnienie mitu, który jest związany z poglądami osoby głoszącej mit, zwykle jest przyjmowane jako atak na tę osobę i powoduje naturalną obronę;
- w miejsce mitu należy podać jakiś inny fakt, który wypełni lukę w światopoglądzie osoby głoszącej mit;
- głoszenie mitu zwykle nie wymaga odwoływania się żadnych zewnętrznych danych, podczas gdy jego wyjaśnienie wymaga tych danych;
- wyjaśniając mit często powtarzamy sam mit, co powoduje jego utrwalenie w świadomości drugiej strony;
- mity odwołują się często do prostych przykładów lub tzw. „zdrowego rozsądku”, który niekoniecznie musi oznaczać właściwy sposób rozumowania.

Ze względu na trudności w komunikacji prawdziwych informacji na temat zmian klimatycznych oraz powszechnie istniejące w świadomości społecznej mity portal Skeptical Science wydał w 2010 r. The Scientific Guide to Global Warming Skepticism (przetłumaczony na język polski w 2011 r.).
Mity klimatyczne obalane są także na portalu Nauka o klimacie, gdzie wyjaśniane są fizyczne podstawy zjawisk w oparciu o literaturę naukową.
W rozdziale 6.5 książki Nauka o klimacie przedstawiona jest lista 10 najczęstszych mitów klimatycznych z naukowym wyjaśnieniem.
Na platformie EDX udostępniony został za darmo kurs, prowadzony przez naukowców, którzy wyjaśniają fizykę klimatu w oparciu o badania naukowe oraz dyskutują najważniejsze mity klimatyczne.
Daniel Bedford wskazywał agnotologię jako przydatne narzędzie dydaktyczne w zwalczaniu dezinformacji na przykładzie antropogenicznego globalnego ocieplenia.